# Boniface Nyema Dalieh
Boniface Nyema Dalieh (* 9. Dezember 1933 in Pleebo; † 25. April 2014) war ein liberianischer römisch-katholischer Bischof des Bistums Cape Palmas.

## Leben
Boniface Nyema Dalieh, dessen Eltern Paganen und der Bruder Methodist war, ließ sich erst am 6. Mai 1949 taufen. Er besuchte ein Internat der Weißen Väter und trat 1958 in das Priesterseminar von Ibadan, Nigeria, ein. Nach seinem Studium der Philosophie und Theologie empfing am 11. Juli 1965 durch Nicholas Grimely die Priesterweihe und war im Apostolischen Vikariat Cape Palmas tätig.
Paul VI. ernannte ihn am 17. Dezember 1973 zum Apostolischen Vikar von Cape Palmas und Titularbischof von Talaptula. Die Bischofsweihe spendete ihm der Erzbischof von Freetown und Bo, Thomas Joseph Brosnahan CSSp, am 17. März des nächsten Jahres; Mitkonsekratoren waren, Francis Carroll SMA, Apostolische Pro-Nuntius in Liberia und Apostolischer Vikar von Monrovia, und Anthony Saliu Sanusi, Bischof von Ijebu-Ode.
Papst Johannes Paul II. erhob am 19. Dezember 1981 das Apostolische Vikariat zum Bistum und somit wurde er zum ersten Bischof von Cape Palmas ernannt. Die Amtszeit von Boniface Nyema Dalieh war immer wieder unmittelbar mit den Auswirkungen von Militärputsch, Diktatur und Bürgerkrieg geprägt. Am 15. Oktober 2008 nahm Papst Benedikt XVI. seinen altersbedingten Rücktritt an.